# Myrmecaelurus saudiarabicus
Myrmecaelurus saudiarabicus is een insect uit de familie van de mierenleeuwen (Myrmeleontidae), die tot de orde netvleugeligen (Neuroptera) behoort. 
Myrmecaelurus saudiarabicus is voor het eerst wetenschappelijk beschreven door Hölzel in 1982.